# NAPQI
NAPQI, также известный как NAPBQI или N-ацетил-p-бензохинонимин, является токсичным побочным продуктом, образующимся при метаболизме парацетамола (ацетаминофен). В норме он вырабатывается в небольших количествах, а затем сразу нейтрализуется в печени.
Если же NAPQI не подвергается эффективной нейтрализации (чаще всего при передозировке парацетамола), то он вызывает серьёзные повреждения печени. Проявляется это в среднем через 3–4 дня после приёма внутрь и может привести к смерти от фульминантной печеночной недостаточности через несколько дней после передозировки.

## Метаболизм

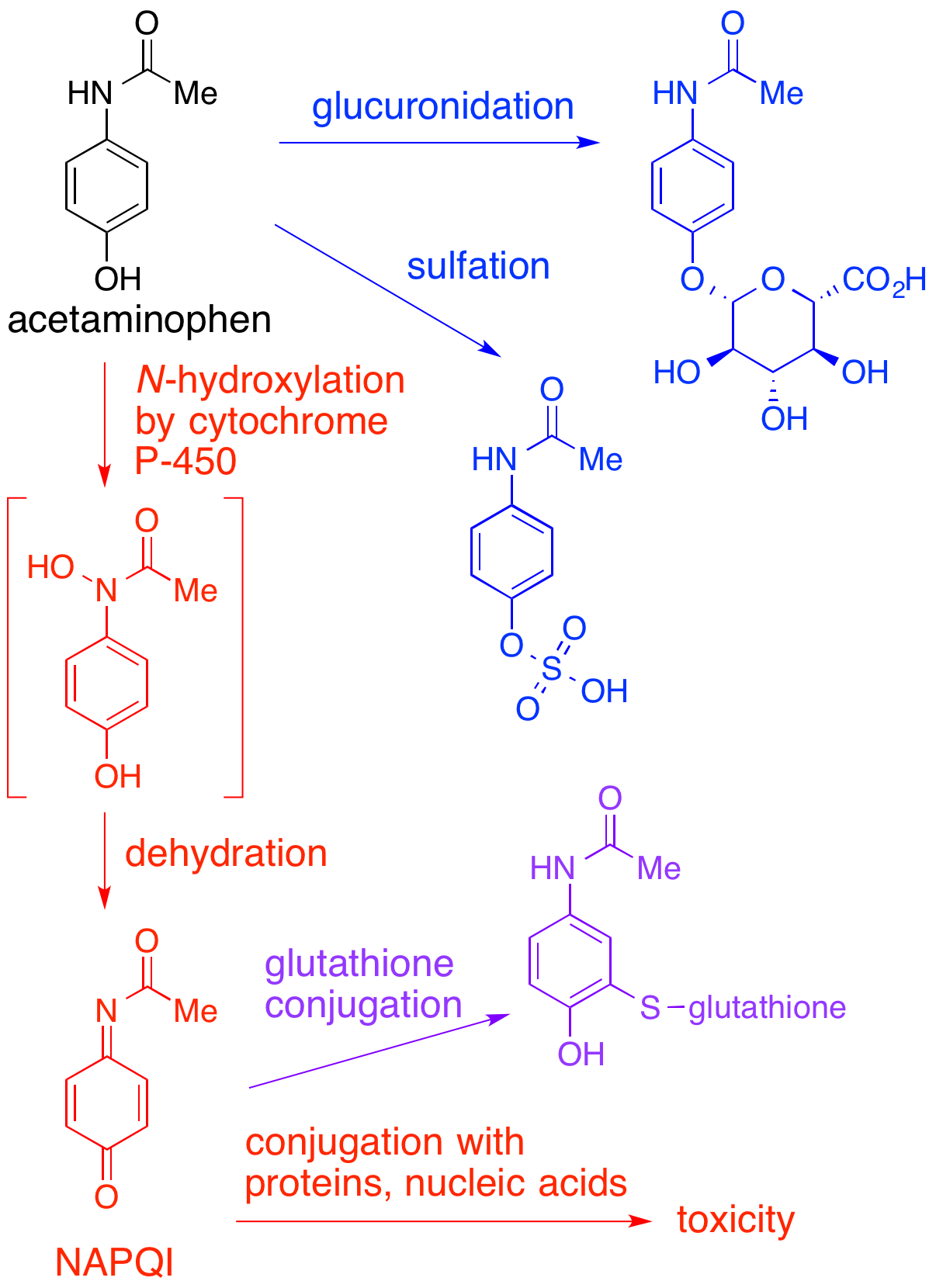
Метаболизм ацетаминофена (парацетамола). Пути, показанные синим и фиолетовым цветом, ведут к нетоксичным метаболитам; путь, показанный красным, ведёт к NAPQI, который токсичен, если не конъюгирован с глутатионом.

У взрослых основным путём метаболизма парацетамола является глюкуронизация. Это создает относительно нетоксичный метаболит, который выделяется с желчью и выводится из организма. Небольшое количество препарата метаболизируется через путь цитохрома P-450 в NAPQI, который чрезвычайно токсичен для ткани печени, а также является сильным биохимическим окислителем. У среднего взрослого человека вырабатывается лишь небольшое количество NAPQI (примерно 10% терапевтической дозы парацетамола), который инактивируется конъюгацией с глутатионом.
Количество синтезируемого NAPQI различается у определённых групп населения. 
Минимальная доза, при которой парацетамол вызывает токсичность, обычно составляет от 7,5 до 10 г для среднего человека. Смертельная доза обычно составляет от 10 до 15 г.  Одновременный прием парацетамола и алкоголя существенно снижает порог доз. Хронические алкоголики могут быть более восприимчивы к неблагоприятным последствиям из-за снижения уровня глутатиона. Другие группы населения могут испытывать эффекты при более низких или более высоких дозах в зависимости от различий в активности фермента P-450 и других факторов, влияющих на количество вырабатываемого NAPQI. Однако в целом основной проблемой является случайная или преднамеренная передозировка парацетамола.
При приёме внутрь избыточной дозы парацетамола естественный механизм нейтрализации заканчивается и начинает накапливаться высокое количество NAPQI. Механизм, по которому возникает интоксикация, сложен, но считается, что он включает реакцию между неконъюгированным NAPQI и основными белками печени, а также повышенную восприимчивость к окислительному стрессу, вызванному истощением глутатиона.

## Отравление
Прогноз при передозировке парацетамола благоприятный, если лечение начато в течение 8 часов после приёма препарата. В большинстве больниц имеется антидот (ацетилцистеин), который пополняет запасы глутатиона в печени, позволяя безопасно метаболизировать NAPQI. Без раннего введения антидота следует фульминантная печеночная недостаточность, часто в сочетании с почечной недостаточностью, и смертью в течение нескольких дней.

### Механизм и противоядие
NAPQI становится токсичным, когда глутатион истощается в результате передозировки парацетамола. Глутатион конъюгирует с NAPQI и способствует его детоксикации. Он защищает тиоловые группы клеточного белка, которые иначе были бы модифицированы; когда весь глутатион израсходован, NAPQI начинает реагировать с клеточными белками печени, убивая сами клетки в процессе. Предпочтительным лечением передозировки этого болеутоляющего средства является введение ацетилцистеина (через пероральное или внутривенное введение), который преобразуется в L-цистеин и используется в синтезе глутатиона.